# Ischnotoma larotypa
Ischnotoma larotypa är en tvåvingeart som först beskrevs av Alexander 1929.  Ischnotoma larotypa ingår i släktet Ischnotoma och familjen storharkrankar. Inga underarter finns listade i Catalogue of Life.